# Droga krajowa B82 (Austria)
Droga krajowa B82 (Seeberg Straße)  - droga krajowa w Austrii. Arteria w południowej części kraju zaczyna się w Sankt Veit an der Glan i kieruje się na wschód w stronę miasta Völkermarkt. Stąd trasa prowadzi na południe do dawnego przejścia granicznego ze Słowenią.